# DeltaWing Racing Cars
DeltaWing Racing Cars  (actuellement Panoz DeltaWing Racing) est une écurie américaine qui court en American Le Mans Series et qui engage des DeltaWing. 
Ils avaient déjà participé aux 24 Heures du Mans en 2012.
Cette écurie a été fondée par Dan Gurney en 2011. Elle fut dirigée par Don Panoz.